# Somaca
Somaca (Société Marocaine de Constructions Automobiles) este un producător de automobile marocan deținut de către Renault.

## Legături externe
- SOMACA Website Arhivat în 20 mai 2015, la Wayback Machine.